# Saint-Bonnet-près-Riom
Saint-Bonnet-près-Riom település Franciaországban, Puy-de-Dôme megyében. Lakosainak száma 2078 fő (2022. január 1.). Saint-Bonnet-près-Riom Davayat, Riom, Châtel-Guyon, Pessat-Villeneuve, Yssac-la-Tourette és Chambaron-sur-Morge községekkel határos.

## Népesség
A település népessége az elmúlt években az alábbi módon változott:
| Lakosok száma | 2075 | 2124 | 2215 | 2114 | 2074 | 2035 | 2033 | 2072 | 2078 |
|               | 2013 | 2015 | 2016 | 2017 | 2018 | 2019 | 2020 | 2021 | 2022 |